# Annalen der Physik

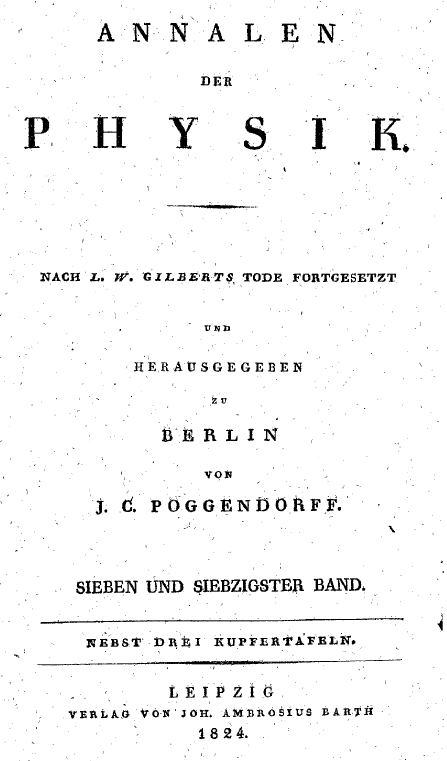
1824

Annalen der Physik (português: Anais de Física) é uma das revistas científicas mais antigas de física e tem sido publicada desde 1799. A revista publica artigos originais revisados por pares nas áreas de física experimental, teórica, aplicada e matemática e afins áreas. Antes de 2008, sua abreviatura ISO 4 era Ann. Phys. (Leipzig), e depois de 2008 Ann. Phys. (Berl.).
O periódico é o sucessor do Journal der Physik publicado de 1790 até 1794, e do Neues Journal der Physik publicado de 1795 até 1797. O periódico foi publicado sob uma variedade de nomes (Annalen der Physik, Annalen der Physik und der physikalischen Chemie, Annalen der Physik und Chemie, Wiedemann's Annalen der Physik und Chemie) durante sua história.

## História
Originalmente, Annalen der Physik foi publicada em alemão, uma das principais línguas científicas da época. Dos anos 1950 aos 1980, o jornal publicou em alemão e inglês. Inicialmente, apenas autores estrangeiros contribuíam com artigos em inglês, mas a partir da década de 1970 os autores de língua alemã escreveram cada vez mais em inglês para atingir um público internacional. Após a reunificação alemã em 1990, o inglês se tornou a única língua da revista.
A importância do Annalen der Physik inquestionavelmente atingiu o pico em 1905 com os artigos do Annus Mirabilis de Albert Einstein. Na década de 1920, a revista perdeu terreno para o concorrente Zeitschrift für Physik. Com a onda de emigração de 1933, os periódicos em língua alemã perderam muitos de seus melhores autores. Durante a Alemanha nazista, foi considerado representar "os elementos mais conservadores dentro da comunidade física alemã", ao lado de Physikalische Zeitschrift. De 1944 a 1946, a publicação foi interrompida por causa da Segunda Guerra Mundial, mas foi retomada em 1947 sob o domínio da ocupação soviética. Enquanto Zeitschrift für Physik mudou para Alemanha Ocidental, Annalen der Physik serviu a físicos na Alemanha Oriental. Após a reunificação alemã, a revista foi adquirida pela Wiley-VCH.
Um relançamento da revista com novo editor e novos conteúdos foi anunciado para 2012. Como resultado do relançamento de 2012, Annalen der Physik agora apresenta um escopo redirecionado, um conselho editorial atualizado e designs de capa novos e mais modernos.

## Artigos famosos
Alguns dos mais famosos artigos publicados no Annalen der Physik foram:
- sobre o efeito fotoeléctrico por Heinrich Hertz em Annalen der Physik 31, pp983–1000, 1887.
- sobre a teoria da radiação do corpo negro por Max Planck em Annalen der Physik 4, p553 ff 1901.
- sobre a capilaridade por Albert Einstein em Annalen der Physik 4, p513 ff, 1901.
- sobre quanta de energia por Albert Einstein em Annalen der Physik 17, pp132–148, 1905.
- sobre movimento browniano por Albert Einstein em Annalen der Physik 17, pp549–560, 1905.
- sobre a equivalência massa-energia por Albert Einstein em Annalen der Physik, 18, pp639–641, 1905.
- sobre a teoria especial da relatividade por Albert Einstein em Annalen der Physik, 17, pp891–921, 1905.
- sobre as capacidades caloríficas de sólidos com níveis de energia quantizados por Albert Einstein em Annalen der Physik, 22, pp180–190 and 800ff, 1907.
- sobre o movimento molecular perto do zero absoluto por Albert Einstein e Otto Stern em Annalen der Physik, 40, pp551–550, 1913.
- sobre a teoria geral da relatividade por Albert Einstein em Annalen der Physik, 49, pp769–822, 1916.

## Editores
Editores notórios incluem:
- Friedrich Albrecht Carl Gren (1790-1797) (como Journal der Physik e Neues Journal der Physik)
- Ludwig Wilhelm Gilbert (1799-1824)
- Johann Christian Poggendorff (1824-1876) (como Annalen der Physik und Chemie - durante este período foi também referido como Poggendorf's Annalen)
- Gustav Heinrich Wiedemann (1877-1899) (como Annalen der Physik und Chemie - muitas vezes abreviado como Wied. Ann.)
- Paul Karl Ludwig Drude (1900-1906)
- Wilhelm Wien (1907-1928)
- Max Planck (1907-1943)  (editor associado desde 1895)